# 呉書 (孫呉)
『呉書』（ごしょ）は中国三国時代の呉の韋昭らによって編纂された紀伝体の歴史書。55巻といわれる。散逸して現存しないが、内容の一部は『三国志』などの歴史書に引用されており、現代でも垣間見ることができる。

## 概要
呉の孫権の治世の末年に、太史令丁孚・郎中項峻に命じて、国史『呉書』の編纂が行われることとなったが、丁孚にも項峻にも史官としての天分はなく、彼らの編纂した内容は記しとどめておく価値もない代物であり、史書編纂事業は頓挫した。
孫亮が即位すると、韋曜（韋昭）・周昭・薛瑩・梁広・華覈の5人に命じて別に国史『呉書』の編纂を行わせ、昔の事柄を調査して、共同して本末のそなわった史書を作り上げることとなった。『呉書』の編纂は孫晧の時代まで続けられ、55巻分の原稿が完成したが、叙や賛の完成前に韋昭が孫晧により処刑され、また他の編纂者も早くに亡くなったり、罪を得て流罪になったり処刑されたり、また呉が滅亡したことにより、史書としては未完に終わった。
清の学者王仁俊は散逸した『呉書』の文をかき集め『呉書鈔』を編集し、『玉函山房輯佚書補編』にて見ることができる。

## 『三国志』
韋昭らが執筆した『呉書』は、陳寿の書いた『三国志』の参考資料の一つとして挙げられるのみならず、『三国志』の「呉志（呉書）」の部分は、韋昭らの『呉書』に基づき、それを編集したものであろうと推測される。ただし、原稿となる『呉書』は未完成だったため、陳寿の『三国志』「呉志」において、列伝の一部がぶつ切れていたり、列伝の時系列がばらばらであったり、重要人物の列伝が立てられていない、などの粗な部分が見受けられるのもこのためだと思われる。